# Sun (produit lave-vaisselle)
Pour les articles homonymes, voir Sun.
Sun est une marque commerciale de produits pour lave-vaisselle, créée en 1965 et appartenant au groupe anglais coté en bourse (Reckitt Benckiser Group plc).

## Description
L'usine de production de la marque se trouve à Saint-Vulbas, dans le département de l’Ain (France), à 60 km de Lyon, dans le Parc industriel de la Plaine de l'Ain. Elle emploie 140 personnes. Sur ce site entièrement automatisé sont produits les tablettes (multifonctions et standards), les poudres, les recharges, le sel régénérant, le liquide de lavage ainsi que le liquide de rinçage pour le marché européen.
Depuis la cession par Unilever, survenue en 2008, des activités de détergents en Amérique du Nord, les marques Sun, Snuggle (Cajoline), Surf (Skip) y sont commercialisées par le groupe Sun Products.

## Slogans
- "L'efficacité garantie" (1993-1994)
- "La propreté imbattable" (1995-1996)
- "C'est sûr, c'est Sun" (1996-2001)
- "C'est beau, c'est Sun" (2002-2004)
- "Les experts du lave-vaisselle" (2005-2008)
- "Impeccable et bien plus !" (2009)
- "Fortement recommandé par votre vaisselle" (2010-2017)
- "Créez sans limites" (depuis 2018)